# Laplacetransform
Laplacetransform är en matematisk transform som bland annat används vid analys av linjära system och differentialekvationer. Den är namngiven efter Pierre-Simon de Laplace. Transformen avbildar en funktion {\displaystyle f(t)}, definierad på icke-negativa reella tal t ≥ 0, på funktionen {\displaystyle F(s)}, och definieras som:
{\displaystyle F(s)={\mathcal {L}}\left\{f\right\}(s)=\int _{0}^{\infty }e^{-st}f(t)\,dt}
Laplacetransformen är definierad för de tal {\displaystyle s} (reella eller komplexa) för vilka integralen existerar, vilket vanligen innebär för alla tal {\displaystyle s} med realdel {\displaystyle Re(s)>a}, där {\displaystyle a} är en konstant som beror på ökningen av {\displaystyle f(t)}.

## Tillämpningar
Transformationen har en mängd egenskaper som gör den användbar såväl för analys av linjära dynamiska system som vid lösande av differentialekvationer.
I konkreta fysiska system tolkas ofta laplacetransformen som en transformering från  tidsdomänen, där indata och utdata ses som funktioner av tiden, till  frekvensdomänen, där samma in- och utdata ses som funktioner av komplexa vinkelfrekvenser, eller radianer per tidsenhet. Förutom att ge ett fundamentalt annorlunda sätt att beskriva beteendet hos ett system så gör denna transformering att de matematiska beräkningar som krävs för att analysera systemet blir mycket enklare och mindre komplexa. Det är en kraftfull teknik för analys av system som exempelvis elektriska kretsar, harmoniska oscillatorer, optiska instrument, mekaniska system och reglersystem. Laplacetransformen kan ge en alternativ beskrivning av ett system, vilket ofta drastiskt förenklar analysen av systemets beteende, såväl som skapandet av nya system utifrån givna specifikationer.

### Lösning av differentialekvationer
Genom att laplacetransformera en differentialekvation kan den omvandlas till en algebraisk ekvation, som kan vara lättare att lösa. Efter att ha löst den kan uttrycket sedan transformeras tillbaka. Detta är speciellt värdefullt när problemet är diskontinuerligt, och varje intervall måste behandlas för sig. I laplacetransformens algebraiska ekvation blir i stället varje intervall en term i ekvationen.
En fördel med att använda laplacetransformen i stället för den besläktade fouriertransformen är att med den förra kommer begynnelsevärdet att direkt inkluderas i den algebraiska ekvationen.

## Notation
Många fysiker och ingenjörer använder den aningen felaktiga skrivformen:
{\displaystyle F(s)={\mathcal {L}}\left\{f(t)\right\}=\int _{0}^{\infty }e^{-st}f(t)\,dt.}

## Egenskaper och teorem
Givet funktionerna f(t) och g(t), och dessas respektive laplacetransformer F(s) och G(s),
{\displaystyle f(t)={\mathcal {L}}^{-1}\{F(s)\}}
{\displaystyle g(t)={\mathcal {L}}^{-1}\{G(s)\}}
listar följande tabell egenskaperna för den enkelsidiga laplacetransformen:
|                             | Tidsdomän                                               | Frekvensdomän                                                                                                | Kommentar |
| --------------------------- | ------------------------------------------------------- | --- | --- |
| Linjäritet                  | {\displaystyle af(t)+bg(t)\ }                           | {\displaystyle aF(s)+bG(s)\ }                                                                                | |
| Frekvensderivering          | {\displaystyle tf(t)\ }                                 | {\displaystyle -F'(s)\ }                                                                                     | |
| Generell frekvensderivering | {\displaystyle t^{n}f(t)\ }                             | {\displaystyle (-1)^{n}F^{(n)}(s)\ }                                                                         | Generell |
| Derivering                  | {\displaystyle f'\ }                                    | {\displaystyle sF(s)-f(0^{-})\ }                                                                             | |
| Andraderivatan              | {\displaystyle f''\ }                                   | {\displaystyle s^{2}F(s)-sf(0^{-})-f'(0^{-})\ }                                                              | |
| Generell derivata           | {\displaystyle f^{(n)}\ }                               | {\displaystyle s^{n}F(s)-s^{n-1}f(0^{-})-\cdots -f^{(n-1)}(0^{-})\ }                                         | |
| Frekvensintegrering         | {\displaystyle {\frac {f(t)}{t}}\ }                     | {\displaystyle \int _{s}^{\infty }F(\sigma )\,d\sigma \ }                                                    | |
| Faltning                    | {\displaystyle f(t)*g(t)\ }                             | {\displaystyle F(s)\cdot G(s)\ }                                                                             | |
| Integrering                 | {\displaystyle \int _{0}^{t}f(\tau )\,d\tau =u(t)*f(t)} | {\displaystyle {1 \over s}F(s)}                                                                              | {\displaystyle u(t)} är Heavisides stegfunktion                                                                           |
| Skalning                    | {\displaystyle f(at)\ }                                 | {\displaystyle {1 \over \|a\|}F\left({s \over a}\right)}                                                     | |
| Frekvensförskjutning        | {\displaystyle e^{at}f(t)\ }                            | {\displaystyle F(s-a)\ }                                                                                     | |
| Tidsförskjutning            | {\displaystyle f(t-a)u(t-a)\ }                          | {\displaystyle e^{-as}F(s)\ }                                                                                | {\displaystyle u(t)} är Heavisides stegfunktion                                                                           |
| Periodisk funktion          | {\displaystyle f(t)\ }                                  | {\displaystyle {1 \over 1-e^{-Ts}}\int _{0}^{T}e^{-st}f(t)\,dt}                                              | {\displaystyle f(t)} är en periodisk funktion med period {\displaystyle T} så att {\displaystyle f(t)=f(t+T),\;\forall t} |
| Multiplikation              | {\displaystyle f(t)g(t)\ }                              | {\displaystyle {\frac {1}{2\pi i}}\lim _{T\to \infty }\int _{c-iT}^{c+iT}F(\sigma )G(s-\sigma )\,d\sigma \ } | Integrationen sker längs den vertikala linjen Re(σ) = c som ligger helt inom konvergensområdet för F.                     |

- Begynnelsvärdesteoremet:

{\displaystyle f(0^{+})=\lim _{s\to \infty }{sF(s)}}
- Slutvärdesteoremet:

{\displaystyle f(\infty )=\lim _{s\to 0}{sF(s)}}, alla poler i vänster halvplan, VHP.
Slutvärdesteoremet är användbart eftersom det ger långtidsegenskaper, alltså utan inverkan av ev. inledande transienter, för ett system utan att behöva partialbråksuppdela eller genomföra annan svår algebra. Om en funktions poler är i höger halvplan, HHP (ex. {\displaystyle e^{t}} eller {\displaystyle \sin(t)}) så gäller inte teoremet. Slutvärdesteoremet förutsätter även att gränsvärdet existerar.